# Paulo Sousa (ur. 1967)
Paulo Jorge Ferreira de Sousa (ur. 31 marca 1967 w Vila Nova de Gaia) – portugalski piłkarz grający na pozycji  prawego obrońcy. Trzykrotny reprezentant Portugalii.
Wieloletni zawodnik Boavisty FC, w kwietniu 2020 wybrany przez kibiców najlepszym prawym obrońcą w historii klubu.

## Sukcesy

### Klubowe
Boavista FC
- Wicemistrzostwo Portugalii: 1998/1999
- Zdobywca Pucharu Portugalii: 1991/1992, 1996/1997
- Zdobywca Superpucharu Portugalii: 1992, 1997